# 布尔讷河
布尔讷河（法語：Bourne，法語發音：[buʁn]）是法国奥弗涅-罗讷-阿尔卑斯大区伊泽尔省与德龙省的河流，是伊泽尔河的左支流，长43.1千米，发源自朗斯昂韦科尔，于鲁瓦扬地区圣纳泽尔流入伊泽尔河。